# ساوت‌ویک، ساسکس غربی
ساوت‌ویک (به انگلیسی: Southwick) یک شهرک در انگلستان است که در جنوب شرقی انگلستان واقع شده‌است. ساوت‌ویک ۱۳٬۱۹۵ نفر جمعیت دارد.